# Edoardo Corsi
Edoardo Corsi (Capestrano, 29 dicembre 1896 – 13 dicembre 1965) è stato uno scrittore e funzionario governativo italiano statunitense.

## Biografia
Edoardo (Edward) Corsi fu un funzionario del Governo statunitense, particolarmente attivo nelle aree dell'immigrazione.
Nacque a Capestrano da Filippo Corsi e Giulia Pantano. Nel 1903 rimase orfano del padre, deputato repubblicano eletto nel collegio di Massa Carrara, morto di infarto.
Emigrò negli Stati Uniti nel 1906 con la madre, il patrigno, il fratello Giuseppe, le sorelle Libertà e Helvetia. I primi anni negli Stati Uniti furono molto duri: la madre si ammalò gravemente e, tornata in Abruzzo, morì dopo solo un anno; il patrigno ebbe lavori saltuari e poco remunerati, il fratello Giuseppe subì l'amputazione di un braccio per un incidente. Lavorò come lampionaio, fattorino, impiegato del telegrafo.
Studiò alla Clason Point Military Academy e al Saint Francis Xavier College di New York. 
Fece parte dello staff di Haarlem House (in seguito divenuta La Guardia Memorial House), nel quartiere di East Harlem, che offriva servizi di educazione e ricreazione alla locale comunità italo-americana.
Divenne cittadino statunitense nel 1921. Nel 1922 si laureò in legge alla Fordham University. Nel 1923 scrisse vari articoli sul Messico per la rivista The Outlook e sull'Italia fascista per The World.
Nel 1926 divenne direttore di Haarlem House. Sposò Emma Gillies il 17 giugno 1926 e nel 1928 ebbe il figlio Philip Donald.
Nel 1930 iniziò la sua carriera nell'amministrazione governativa quando venne nominato supervisore del Censimento Federale a Manhattan - New York. Nel 1931 fu nominato dal presidente statunitense Herbert Hoover Commissario dell'Immigrazione a Ellis Island. Nel 1934 il sindaco di New York Fiorello La Guardia lo nominò Direttore di Home Relief Fund. Successivamente divenne Deputy Commissioner per il New York City Department of Public Welfare.
Nel 1938 fu Presidente del Social Welfare Committee e Membro del Labor Committee: in questi ruoli fece approvare gli emendamenti per una migliore vita sociale dei disoccupati, degli anziani, dei malati e dei bisognosi. Nel 1938 non riuscì ad essere eletto come candidato repubblicano al Senato degli Stati Uniti.
Durante i primi anni della Seconda Guerra Mondiale fu nominato Presidente del Alien Enemy Hearing Board, Southern District di New York State. Nel marzo 1943 il governatore Thomas E. Dewey lo nominò presidente del New York State Industrial Board. Nel novembre dello stesso anno fu nominato Industrial Commissioner of the New York State Department of Labor. Nel 1950 fu il candidato repubblicano alla carica di sindaco di New York City ma fu sconfitto da Vincent Impellitteri. Nel dicembre 1954 divenne Special Assistant al Secretary of State for Refugee and Migration Problems.
In tutta la sua vita fu membro e sponsor di associazioni e gruppi connessi con l'immigrazione e con i problemi degli italo-americani. Fu membro del Consiglio di Amministrazione della Cornell University e Cavaliere della Repubblica Italiana.
Nel 1935 scrisse In the Shadow Liberty (All'Ombra della libertà – Ed. Il Grappolo, Mercato San Severino, 2004) e nel 1940 Pathways to the New World.
Morì il 13 dicembre 1965 in un incidente automobilistico.

## Opere principali
- In the Shadow Liberty, 1935 (ed. it. All'Ombra della libertà – Ed Il Grappolo, Mercato San Severino, 2004)
- Pathways to the New World, 1940